# Die Kultur
Die Kultur, im englischen Original The Culture, ist eine fiktive, auf anarchistischer Grundlage fußende Gesellschaftsutopie ohne jede Knappheit an Geld oder Gütern (post-scarcity, Nach-Knappheit), die der schottische Autor Iain Banks erdacht hat. Sie bildet den Erzählraum, in dem mehrere seiner Romane und Kurzgeschichten angesiedelt sind, die unter dem Stichwort Kultur-Zyklus zusammengefasst werden.
Die Kultur existiert nach Angaben des Autors parallel zu unserer Geschichte auf der Erde und stellt, so gesehen, keine Zukunftsvision dar. Der ungefähre Zeitrahmen für die Kultur-Romane Banks’ reicht von etwa 1300 bis 2800 n. Chr.

## Statistik
- Bewohner: mehr als 18 Billionen Personen, einschließlich synthetischer Intelligenzen.
- Organisationsform: anarchistisch, basisdemokratisch, egalitär.
- Siedlungsformen: Orbitale, Habitate, Raumschiffe.
- Einflussgebiet: etwa 1 % des galaktischen Raumvolumens.

## Die Bewohner der Kultur
Die Kultur betrachtet jedes intelligente, empfindungsfähige Wesen als eine Persönlichkeit mit eigener Identität, unabhängig davon, ob dieses Wesen biologisch oder synthetisch in die Welt gekommen ist.

### Biologische Lebensformen
Die Kultur bezeichnet sich selbst als eine „panhumane“ Gesellschaft. Der überwiegende und ursprüngliche Teil der Kulturbürger ist menschenähnlich, im Laufe der Zeit haben sich jedoch eine Vielzahl definitiv nicht-menschlicher Arten in die Kultur integriert. Genau gesehen ist die Kultur deshalb keine Spezies, sondern die Organisationsform einer bestimmten Lebens- und Denkweise.
Genetik und Medizin sind so fortgeschritten, dass der Körper – von seinen natürlichen Grenzen losgelöst – nach Belieben Gestalt und Geschlecht ändern kann. Daraus resultiert eine große phänotypische Vielfalt unter den Kulturwesen. Hautfarbe, Größe, Haarwuchs, Gesichtszüge, Figur, Anzahl der Gliedmaße oder Gelenke und andere körperliche Merkmale können sich stark unterscheiden. Letztlich stellt die hoch entwickelte Med-Technik es den Kulturbürgern frei, sich völlig von der ursprünglichen Gestalt zu lösen und beispielsweise die Erscheinungsform eines Fisches oder auch eines Küchentisches anzunehmen (Ein Geschenk der Kultur).

### Künstliche Lebensformen
Künstliche Intelligenzen übernehmen häufig die Rolle von Protagonisten, in Exzession stellen sie sogar die Mehrzahl der handelnden Figuren.
Die künstlichen Intelligenzen der Kultur lassen sich grob in zwei Kategorien oder „Spezies“ einteilen: Drohnen und Gehirne.
Drohnen sind in Intelligenz und Verhalten weitestgehend mit den biologischen Mitgliedern der Kultur vergleichbar. Die körperliche Größe variiert zwischen wenigen Zentimetern bis zu mehreren Metern. Ihre Intelligenz ist, verglichen mit der von Menschen, leicht überdurchschnittlich. Obwohl sie synthetisch hergestellt werden, sind Drohnen eigenständige Individuen, mit eigener Persönlichkeit und den dazugehörigen Vorlieben, Eigenarten und Macken. Üblicherweise verfügen sie, zu ihrem Schutz, über Kraftfelder, die es ihnen aber auch ermöglichen, Gegenstände zu manipulieren. Daneben hüllen Drohnen sich in sogenannte Auren, farbige Felder, mit denen sie ihre Emotionen ausdrücken.
Gehirne sind ungleich mächtiger als alle anderen Kulturbürger. Ursprünglich von Menschen erschaffen, haben diese hyperintelligenten, bewussten Maschinen ihre Schöpfer in ihren geistigen Fähigkeiten längst hinter sich gelassen. Obwohl die Kultur, ihrem Wesen nach, eine anarchistische Gesellschaft ist, übernehmen die Gehirne die Rolle von Koordinatoren und Führern. Würde Religion in der Kultur eine Rolle spielen, könnte man ihnen, ob ihrer scheinbaren Allmacht, fast die Rolle von Göttern zuschreiben.
Typischerweise bewohnen und kontrollieren die Gehirne große Kultur-Infrastrukturen und bilden mit diesen eine funktionelle Einheit. In der Mehrzahl leben sie in Raumschiffen (in der deutschen Übersetzung nur die „Schiffe“ genannt), ebenso in Orbitalen oder Habitaten. Mit ihren Passagieren bzw. Bewohnern kommunizieren sie entweder via Terminal oder mittels, höchst individuell gestalteter, Avatare. Die fortschrittlichste Technik stellt allerdings die sogenannte Neurale Borte dar, eine ins Gehirn implantierte Kommunikations- und Speichereinheit, die auch für Persönlichkeits-Backups genutzt wird. Gehirne können problemlos Millionen von Gesprächen parallel führen, gleichzeitig alle Funktionen des Schiffes aufrechterhalten und währenddessen im Raum des Infinit Jest (eine mathematisch definierte Simulationsdimension, siehe Exzession) ihren wahren Neigungen nachgehen.
Jedes Gehirn besitzt eine einzigartige Persönlichkeit mit unterschiedlichen Vorlieben und Charaktereigenschaften, die durchaus nicht durchgängig nett und liebenswert sind.

### Orbitale

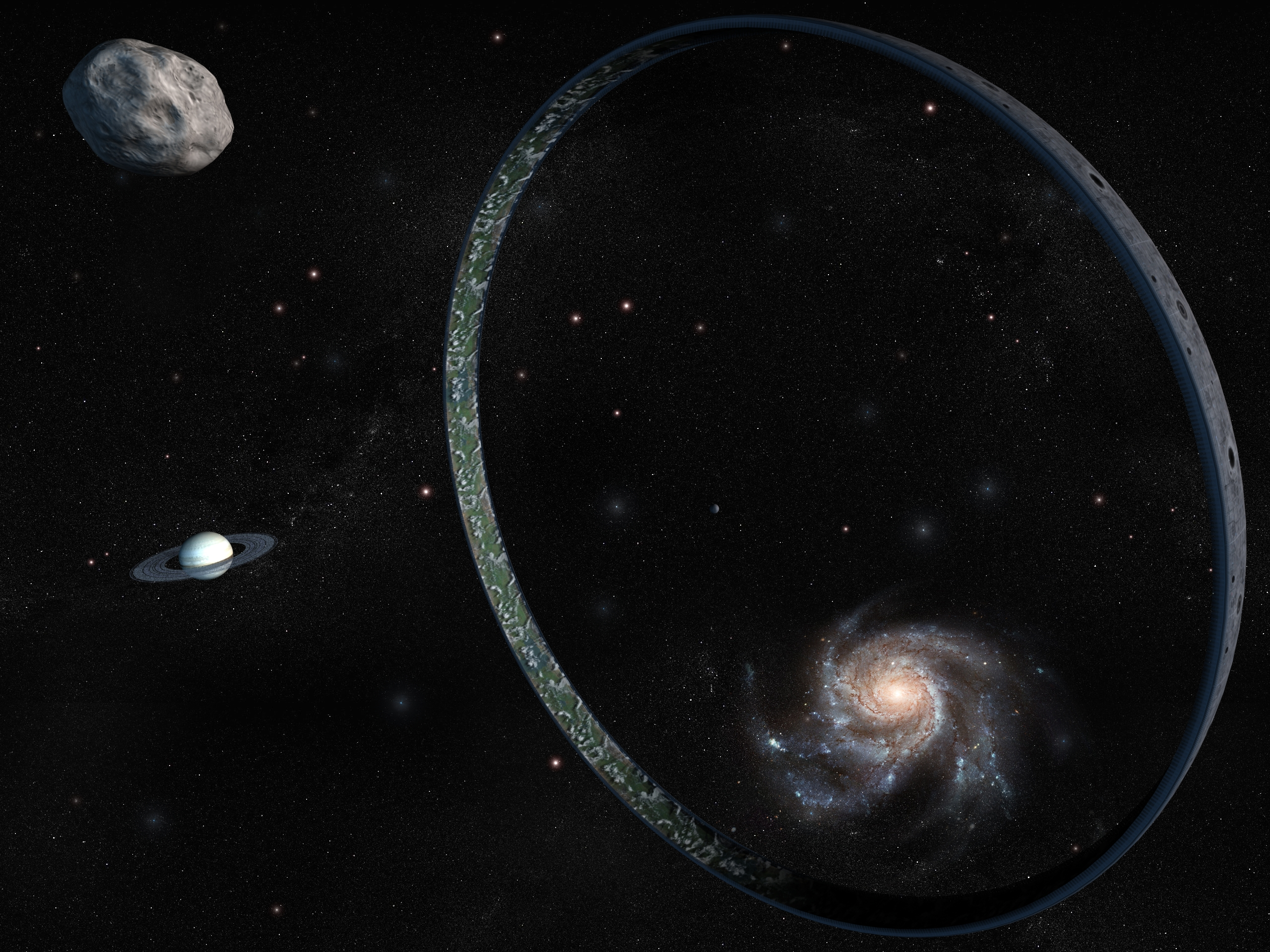
Künstlerische Darstellung eines Orbitals aus dem fiktiven „Kultur-Zyklus“ nach Iain M. Banks.

Ein Großteil der Kultur-Bewohner lebt auf Orbitalen; diese bilden eine flache Ringstruktur in der Nähe eines Sternes und basieren damit auf einem stark vergrößerten Bishop-Ring. Sie ähneln auch entfernt der Ringwelt von Larry Niven, haben aber einen kleineren Radius. Der Nutzen von Orbitalen liegt in ihrer einfachen Herstellbarkeit (alle nötigen Materialien sind in den Systemen bereits vorhanden) und ihrer perfekten Kontrollierbarkeit. Klima, Ressourcenverteilung, Tag- und Nachtzyklen lassen sich ohne größeren Aufwand steuern.

## Biotechnischer Entwicklungsstand
Die fortgeschrittene Biotechnik der Kultur hat ihre biologischen Mitglieder von Krankheit und Leid völlig befreit. Ein zerstörter Körper kann nachwachsen oder völlig neu aufgebaut werden, Muskeln und Knochen passen sich binnen weniger Tage automatisch an andere Schwerkrafts- und Luftdrucksverhältnisse an, alle unbewussten Vorgänge im Organismus (bspw. Atmung oder Kreislauf) können bewusst gemacht und manipuliert werden.
Kulturwesen haben die Möglichkeit, ihren Stoffwechsel mittels genetisch modifizierter Drüsen zu beeinflussen. Diese können über 200 körpereigene synthetisierte Drogen oder Drogenkombinationen ausschütten, um den Bewusstseins-, Gemüts- oder den Geisteszustand willentlich zu beeinflussen. In den Romanen näher beschrieben werden Substanzen, die die Abstraktionsfähigkeit verbessern („Superblau“), beruhigen („Ruhe“), munter machen („Snack“) oder alle Körperfunktionen gegenüber der Umwelt drastisch beschleunigen („Quicken“).
Kulturbürgern steht es frei, jederzeit „Backups“ ihrer Persönlichkeit anzulegen, so dass sie, sollten sie sterben, in einem neuen Körper wieder auferstehen können. Dies ermöglicht eine Art Unsterblichkeit und führt zu einer lakonischen Haltung zum Tod. Das Verhältnis der Kulturbürger gegenüber dieser Technologie ist zwiespältig: Während die meisten von den Sicherheitskopien Gebrauch machen, gibt es auch viele, die ganz bewusst darauf verzichten und es bevorzugen, ohne Rückkehrmöglichkeit zu leben und zu sterben.

## Technologischer Entwicklungsstand
Die Kultur gehört zu den zehn fortschrittlichsten Zivilisationen der Milchstraße. Die Idiraner besitzen eine ähnlich hoch entwickelte Waffentechnologie, sind aber beispielsweise auf dem Gebiet der Feld-Technik unterlegen. Die Homomda dagegen sind technologisch der Kultur leicht überlegen und, weil älter, auch etwas gereifter. Der Waffengebrauch wird von der grundsätzlich pazifistisch ausgerichteten Kultur nach Möglichkeit vermieden, was sie jedoch nicht daran hinderte, im Idiranischen Krieg (Bedenke Phlebas) diese Waffen unerbittlich zu gebrauchen. Seitdem wird Waffengewalt jedoch nur noch im Rahmen von Missionen der Besonderen Umstände (ist der Geheimdienst), und auch dort nur mit größten Bedenken, gebilligt.
Kulturgehirne verfügen über die Fähigkeit, die Gedanken biologischer Lebewesen zu lesen. Die Anwendung dieser Möglichkeit unterliegt jedoch einem strengen Tabu. Wer, zu welchem Zweck auch immer, ohne Einwilligung, gegen dieses Verbot verstößt, wird geächtet (siehe: AKE Grauzone in Exzession).

## Die Gesellschaft
Die Kultur als Ganzes ist pazifistisch, nomadisch und homogen. Militärische Aktionen sind beispielsweise nur legitim, solange sie zur Selbstverteidigung eingesetzt werden. Nomadisch ist die Kultur in dem Sinn, dass ihre Systemschiffe die gesamte Milchstraße durchstreifen, auch wenn das tatsächliche Einflussgebiet der Kultur nur einen kleinen Teil der Milchstraße umfasst. Homogen ist die Kultur insofern, als es keinerlei planetare, politische, soziale oder industrielle Zentren gibt. Alle Lebensszentren der Kultur (Orbitale, Planeten, Felsen, Systemschiffe) verfügen über nahezu gleiches Potential. Die Kultur ging, historisch gesehen, aus etwa 20 Heimatwelten hervor. Diese planetare Herkunft wird – als Tribut an das Homogenitätsideal – weitgehend verdrängt.
Der nomadische Zug der Kultur führt dazu, dass als Wohnorte bewegliche Einheiten wie Orbitale, Habitate oder die sogenannten ASF (Allgemeine System Fahrzeuge) bevorzugt werden.

### Philosophie
Die Symbiose zwischen der panhumanoiden Bevölkerung und den synthetischen Intelligenzen – insbesondere den Gehirnen – bildet eine wesentliche Grundlage der Kultur. Die andere elementare Gemeinsamkeit ist das Bedürfnis, sich nützlich zu fühlen. Daraus entsteht jener Drang zu guten Taten, der in der säkularen Missionierung der Kontakt-Sektion gipfelt. Bei deren Aktionen geht es überwiegend darum, fremden – oft auf Gewalt und Ungleichheit aufgebauten – Gesellschaften den Nutzen der allgemeinen Menschenrechte nahezubringen. Aus den heimlichen oder öffentlichen Eingriffen in die Entwicklung von rückständigen Zivilisationen und dem Versuch, das Leben in diesen Zivilisationen zu verbessern, erwächst – in den Augen der Kulturbürger – eine moralische Existenzberechtigung und liefert eine, zumindest partielle, Rechtfertigung für den in der Kultur herrschenden Hedonismus.
Es gibt eine tief verwurzelte Dankbarkeit der synthetischen Intelligenzen ihren ursprünglichen Schöpfern gegenüber, die sich in Sympathie und Interesse an den Angelegenheiten der Biologischen äußert. Aus dieser Grundhaltung erwächst die Balance, die ein produktives Miteinander schafft, trotz des enormen Ungleichgewichts zwischen Menschen und Gehirnen, was Intelligenz, Möglichkeiten und Verantwortung angeht.
In einer Gesellschaft, in der fast jede wissenschaftliche Wahrheit entdeckt, jeder philosophische Gedanke durchdacht und jedes Leiden geheilt wurde, haben Menschen scheinbar nichts wirklich Nützliches oder Neues mehr beizutragen, woraus die Betrachtungsweise folgt, die Kultur als grundlegend hedonistische Gesellschaft anzusehen. Dazu trägt auch bei, dass in dieser Gesellschaft die Gehirne eigens dazu konstruiert wurden, die Menschen zu behüten, sie zu versorgen, sie wertzuschätzen und ihr Leben von existentiellen Nöten frei zu halten. Unter diesen Bedingungen beschäftigten sich die Menschen dann mit Spiel, Sport, Kunst, Sex, Philosophie und was auch immer ihnen Freude bereitet. „Spaß haben“ wäre damit das Leitmotiv der Kultur und das wichtigste, wenn nicht einzige, Ziel im Leben der Kulturbewohner.
Tatsächlich lebt ein nicht unerheblicher Teil der Kultur-Bevölkerung nach genau dieser Devise. Gegner der Kultur reduzieren daher das Existenzrecht der Kulturbürger auf ihre Funktion als Haustiere oder Spielzeuge der Gehirne. In der Kultur-Realität ist jedoch die Beziehung zwischen den beiden Bewusstseinstypen ein durchaus gegenseitiges. Dies zeigt sich etwa im Vorhandensein einer Besatzung fast jeden Kulturschiffes: menschliche Bewohner bringen etwas Leben, Vielfalt und Ablenkung in die sonst allzu eintönige Existenz des Gehirns und sorgen in Form der Verantwortung für eine humanoide Besatzung für ein notwendiges Korrektiv, um die Gehirne im Hier und Jetzt zu verankern. Ohne sie wüchse die Gefahr für die Gehirne, sich im Universum des Unendlichen Spaßes (Infinit Jest) zu verlieren, ins Unermessliche.

### Herrschafts- und Eigentumsverhältnisse
Im Universum sind für eine technologisch fortgeschrittene Kultur die Basiselemente Energie und Materie praktisch unbegrenzt verfügbar. Dieser Umstand prägt die Kultur, in der weder Geld noch Warenwirtschaft existieren. Ein in den Büchern oft zitierter Grundsatz lautet: „Geld ist ein Zeichen von Armut.“ Als sogenannte Post-Scarcity-Zivilisation stehen ihren Bewohnern alle Ressourcen kostenlos zur freien Verfügung. Das einzige Privat-Eigentum eines Kulturbürgers sind seine Gedanken und seine Erinnerungen. Alles Andere ist öffentlich und Gemeingut.
Die Teilnahme an der Kultur ist freiwillig und jedes Individuum oder jede Gruppe kann sie jederzeit wieder verlassen. Herrschaft in der Form einer, wie auch immer ausgeübten, Gewaltausübung gibt es in der Kultur nicht. Von daher haben ihre Bewohner nur eine sehr diffuse Vorstellung von Hierarchien und das Konzept der Dominanz, auch auf zwischenmenschlicher oder sexueller Ebene, ist den Bürgern der Kultur nicht nur unbekannt, sondern völlig unverständlich. (Siehe: die Reaktionen von Jernau Gurgeh in Das Spiel Azad.) Als Folge daraus besitzt die Kultur weder eine Regierung noch klar definierte Grenzen. Stattdessen werden Entscheidungen im Konsens basisdemokratisch zwischen den beteiligten Menschen und künstlichen Intelligenzen getroffen. Diese Form kreativer Organisation führt dazu, dass der Einfluss der Kultur an den Rändern der von ihr genutzten Gebiete einfach langsam nachläßt.
Die Kultur kennt keine Gesetze. Soziale Normen (gute Manieren) werden durch gesellschaftliche Konventionen definiert und aufrechterhalten. Schlechtem Benehmen wird meistens mit Toleranz oder verstärkter sozialer Kontrolle begegnet. Ein Mord bspw., der als Verbrechen nicht völlig unbekannt ist, aber sehr selten vorkommt, wird durch die Abordnung einer „Quäldrohne“ geahndet. Sie begleitet den Täter für den Rest seines Daseins und sorgt dafür, dass es in der Kultur keine Wiederholungstäter gibt.
Da die Menschen unter steter Beobachtung durch die omnipräsenten Gehirne stehen, wäre eine Entwicklung hin zu einer Überwachungsgesellschaft im Sinne von Orwells Big-Brother denkbar. Praktisch machen die Gehirne jedoch kaum Gebrauch von ihrer Macht. Jede nicht absolut notwendige Einflussnahme auf das Leben der Menschen ist verpönt. Nur im äußersten Notfall, d. h. Lebensgefahr für einen oder mehrere Beteiligte, intervenieren die Gehirne. Die erheblichen Freiheiten, die Menschen in der Kultur genießen, sind nur deswegen möglich, weil die Gehirne beschlossen haben, diese zuzulassen. Die sozialen Konventionen und die ethischen Regeln der Gehirne sorgen dafür, dass es erheblichen legitimatorischen Aufwandes bedarf, die Freiheiten anderer Kulturwesen einzuschränken. Dessen ungeachtet versuchen Gehirne ständig, andere Gehirne oder auch die Kultur als Ganzes zu manipulieren (siehe: Exzession).

### Sprache
Die Kultur behauptet einen direkten Zusammenhang zwischen den Strukturen einer Sprache und der Weise, wie ein Mensch die Welt und seine Handlungen wahrnimmt. Die Linguistik kennt diese Idee als Sapir-Whorf-Hypothese. Die Sprache der Kultur, das Marain, wurde entwickelt, um sich diesen Zusammenhang zu Nutze zu machen.
Die Drohne Flere-Imsaho erklärt: „Marain ist eine synthetische Sprache, entwickelt in dem Bestreben, phonetisch und philosophisch ein solches Maß an Ausdrucksmöglichkeiten zu schaffen, wie es der panhumane Sprechapparat und das panhumane Gehirn erlauben.“ (siehe: Das Spiel Azad). Aus dieser Perspektive ist die Sprache Marain ein wesentliches, konstitutives Element für die Gesellschaftsformation Kultur.

### Die Namen der Menschen
Eigennamen haben in der Kultur einen hohen Stellenwert, denn sie sagen einiges über die Namensträger aus. Allerdings sind die vollen Namen recht komplex, weswegen jeder Kulturbürger auch einen Rufnamen führt. Die komplizierte Namensgebung der Kultur kann am Beispiel von Jernau Gurgeh aus Das Spiel Azad erläutert werden:
Sein voller Name ist Chiark-Gevantsa Jernau Morat Gurgeh dam Hassease.
- Chiark-Gevant benennt das Sonnensystem seiner Herkunft (Chiark) und das spezifische Objekt (in diesem Fall das Kulturorbital Gevant), auf dem er geboren wurde. Das Suffix „-sa“ entspricht dabei grob dem deutschen „-er“. Nach dieser Konvention würden wir Erdenmenschen alle den Namen Sonne-Erdesa tragen.
- Jernau ist der Vorname, den ihm seine Mutter gab.
- Morat ist der Name, den er sich selbst gegeben hat. Er bedeutet „Spieler“, Gurgeh, einer der besten Spieler der Kultur, hat sich also nach seiner Lieblingsbeschäftigung benannt.
- Gurgeh ist sein Nachname, wieder von seiner Mutter.
- dam Hassease benennt den Ort seiner Herkunft oder seines Hauptwohnortes. „dam“ entspricht dabei dem deutschen „von“.

Seinen eigenen Namen gibt Iain M. Banks nach der Namensgebung der Kultur als Sun-Earther Iain El-Bonko Banks of North Queensferry an.

### Die Namen der Gehirne
Im Gegensatz zu den mit vielen Bedeutungen aufgeladenen Namen der Menschen sind die Selbstbezeichnungen der Gehirne eher philosophischer, ironischer, manchmal auch sarkastischer Natur. Gerade deshalb sagen sie oft einiges über den Charakter oder die Grundstimmung eines Gehirns aus. Einschneidende Ereignisse führen gelegentlich dazu, dass ein Gehirn seinen Namen ablegt und einen anderen wählt, wie bspw. in Exzession das ASF Sleeper Service, das vormals ASF Stilles Vertrauen genannt wurde.
Beispiele für Schiffsnamen:
- AKE Wundersame Wege Des Schicksals
- ASF Moralgefälle
- ASF Ohne Festen Wohnsitz
- ASF Vorfreude Auf Die Ankunft Eines Neuen Geliebten
- AKE Taktische Gnade

### Splittergruppen
Da die Teilnahme an der Kultur freiwillig ist, gibt es immer wieder einzelne Gehirne, Planeten oder Orbitale, die sich von der Kultur abspalten. Oft werden auch bestimmte Gehirne als zu einem genau bestimmbaren Anteil der Kultur zugehörig bzw. loyal erklärt (z. B. 80 % Kultur). Die gesellschaftlichen Abspaltungen unterscheiden sich oft nur in Details von der Hauptkultur. Sie werden eigentlich nur deshalb erwähnt, weil sie in einigen Romanen eine gewichtige Rolle spielen.
- Als Jenseitige werden diejenigen bezeichnet, die total aus der Kultur ausgetreten sind. Sie haben keinerlei Kontakt mehr, stehen ihr aber neutral bis sympathisierend gegenüber. Die Jenseitigen ziehen als Einzelgänger durch das All.
- Die Pazifisten spalteten sich 1326, nach dem Kriegskonzil, das den Krieg gegen die Idiraner beschloss, von der Kultur ab. Sie lehnen jede tödliche Gewaltanwendung (auch zur Selbstverteidigung) ab.
- Die Anhänger der Ach-vergiss-es-Tendenz folgen einer extremeren Art des Hedonismus, als sie in der Hauptkultur üblich ist.
- Eine wichtige Rolle spielen auch die sogenannten „Exzentriker“, die sich durch übertrieben vom kulturellen Mainstream abweichendes Verhalten von der Kultur separieren.

Die relevanteste Splittergruppe bilden die Forschenden Elench. Sie werden in Exzession näher beleuchtet und haben sich bereits vor etwa 2100 Jahren (kurz vor Beginn der christlichen Zeitrechnung auf der Erde) von der Kultur getrennt. Sie sind somit eine der ältesten Abspaltungen. Während die Hauptkultur ihren momentanen Zustand beibehalten will, haben sich die Forschenden Elench konstante Entwicklung und Veränderung als Ziele gesetzt. Sie ziehen in nomadisierenden Flottenverbänden durch die Galaxis, stets auf der Suche nach neuen Erfahrungen und Erkenntnissen, die andere Zivilisationen zu bieten haben. Im Gegensatz zum intervenierenden Vorgehen der Kultur verfahren sie nach der Methode Veränderung durch Anpassung. Permanent werden deshalb Teile des Forschenden Elench von anderen Zivilisationen assimiliert. Im gleichen Maß treten jedoch neue Mitglieder aus den verschiedensten Zivilisationen den Forschenden Elench bei.

### Kontakt und die Besonderen Umstände
Der Kontakt stellt eine relativ kleine Fraktion innerhalb der Kultur dar. Seine Aufgabe ist es, die Interaktionen mit fremden Kulturen (und die Einflussnahmen auf diese) zu koordinieren (vgl. auch die Progressoren im Mittagsuniversum der Gebrüder Strugatzki). Kontakt übernimmt diplomatische Funktionen, Forschung und nachrichtendienstliche Aufklärung.

Ihre fragwürdige Philosophie der Einmischung begründet sich in Bedenke Phlebas, wie folgt: 

„Mit einer Art sich entschuldigender Selbstgefälligkeit wies Kontakt – und daher die Kultur – statistisch nach, dieser behutsame und wohlwollende Einsatz der „Technologie des Mitleids“ … funktioniere in dem Sinne, daß die Techniken, die Kontakt zur Förderung einer Zivilisation entwickelt hatte, die Lebensqualität ihrer Mitglieder wesentlich verbessere, ohne dieser Gesellschaft als Ganzes durch die zu nahe Berührung mit einer fortschrittlichen Kultur zu schaden.“

In Kriegszeiten bildet Kontakt die erste Verteidigungslinie der Kultur und dient als provisorische militärische Exekutive. Die Mitglieder des Kontaktes werden auf Grund ihrer besonderen Fähigkeiten oder Neigungen einzeln von einem Komitee ausgewählt.
Besondere Umstände (kurz BU, teilweise auch weniger treffend mit „Besondere Gegebenheiten“ übersetzt) ist eine Unterorganisation des Kontaktes und übernimmt dessen Aufgaben, wenn besondere Umstände die moralischen und technischen Fähigkeiten von Kontakt überfordern. Mitarbeiter in den Besonderen Umständen zu werden, ist ein schwieriges Unterfangen, was es für Kulturbürger besonders begehrt macht. Zu BU zu gehören ist ein Privileg in einer Gesellschaft, die keine Privilegien kennt.
Die meisten von Iain M. Banks Kulturromanen beschäftigen sich direkt oder indirekt mit solchen besonderen Umständen. BU-Tätigkeiten laufen üblicherweise in Form von Geheim-Operationen ab. Meist gilt es, innerhalb weniger fortgeschrittener Zivilisationen, denen geholfen werden soll (s. o.), bestimmte Fraktionen zu stärken oder zu schwächen. Diese Operationen werden entweder von Kulturbürgern (Das Spiel Azad) oder von Vertragsagenten respektive Söldnern (Einsatz der Waffen) ausgeführt.
Die BU behauptet, statistisch nachweisen zu können, dass nahezu alle Operationen zum angestrebten „guten“ Ergebnis führen. Dennoch bleibt ein gewisser Prozentsatz von Misserfolgen und einzelne Aktionen (Blicke windwärts) enden katastrophal.
Die moralisch oft zwielichtige Rolle der Besonderen Umstände wird besonders eindrucksvoll von Diziet Sma in Einsatz der Waffen erklärt:

„… bei Besondere Umstände haben wir es mit dem moralischen Äquivalent von Schwarzen Löchern zu tun, wo die normalen Gesetze – die Maßstäbe für richtig oder falsch, die nach Ansicht der Leute im ganzen Universum einheitlich angelegt sind – zusammenbrechen; jenseits dieses metaphysischen Horizonts des Geschehens bestehen … nun, eben besondere Umstände. […] Das sind wir. Das ist unser Territorium, unsere Domäne.“

Unter den Nachrichtendiensten der Milchstraße gibt es ein geflügeltes Wort, dessen Herkunft ungeklärt ist: „Keine Mätzchen mit der Kultur“ (Blicke windwärts) (im Original „Look to Windward“ heißt es „Don’t fuck with the Culture.“) Das ist eine Mahnung, sich nicht mit den Besonderen Umständen anzulegen. Was damit gemeint sein könnte, wird in Blicke windwärts verdeutlicht, wo ein Agent der BU, am Ende des Romans, die Planungsverantwortlichen eines massenmörderischen Bombenanschlags auf demonstrativ brutale Weise hinrichtet.

## Kosmologie

### Allgemeines
Gemäß der Kosmologie in den Kultur-Romanen ist unser Universum eingebettet in übergeordnete Kontinua. Die Kultur und die ihr bekannten Zivilisationen haben nur Zugang zum Ultraraum +1 und zum Infraraum -1. Im Roman Exzession wird über weitere Kontinua spekuliert, die Zugang zu anderen Universen ermöglichen. „Unter“ und „über“ unserem Universum befindet sich das Energiegitter. Es kann als Energiequelle angezapft werden, wobei die Kultur und andere äquitechnischen Zivilisationen lediglich Kontakt zum „unteren“ Bereich des Gitters herstellen können. Die Exzession dagegen nutzt beide Kontaktmöglichkeiten zum Gitter, weshalb sie, unter anderem, als außerkontextuelles Problem definiert wurde. Gezielte Öffnungen zum Gitter hin können als Waffe benutzt werden.
Ultraraum +1 bzw. Infraraum −1 ermöglichen überlichtschnelle Fortbewegung. Banks vergleicht dies mit einem Segelboot im Wasser: Während ein in der Luft mit dem Wind fliegender Gegenstand ebenso wie ein Gegenstand im Wasser eigene Energie aufwenden muss, um sich relativ zu seinem Medium zu bewegen, kann das Boot über Kiel und Segel Differenzen nutzen, um sich ohne eigenen Energieaufwand relativ zu beiden Medien zu bewegen.

### Die Erhabenheit respektive das Sublime
Ab einem gewissen Entwicklungsstand einer Zivilisation besteht für sie die Möglichkeit, in einen höheren Daseinszustand einzutreten. Dabei wird die vertraute Körperlichkeit aufgegeben und gegen etwas Vergeistigtes eingetauscht. Zivilisationen, die diesen Schritt vollzogen haben, werden als die Erhabenen oder die Sublimen bezeichnet.
Der Rückzug in die Erhabenheit ist ab einer bestimmten Entwicklungsstufe durchaus üblich. Meist geht ein ganzes Volk gemeinsam ins Sublime ein. Fast immer bleibt aber ein geringer Prozentsatz sogenannter Überbleiber im Normalraum zurück (Die Wasserstoffsonate). In der Kultur haben bisher nur einzelne Schiffsgehirne diesen Schritt vollzogen. Für die überwiegende Mehrheit der Kultur-Bürger ist die Erhabenheit kein Thema. Solange es noch so viel Gutes zu tun gibt und der Hedonismus sich als Seinsform nicht selbst überlebt hat, wird das wohl auch Status quo bleiben.
Über die Erhabenheit kann nur spekuliert werden. Als sicher gilt, dass die Erhabenen über große Macht und ein immenses Wissen verfügen und sich nicht mehr für die Belange der Niederungen interessieren. Einige Erhabene kreieren astronomische Kunstobjekte, die aber den Zurückgebliebenen wenig mehr zu sagen haben als: „Schaut her, so etwas können wir!“ (Blicke windwärts). Eine Rückkehr aus der Erhabenheit ist durchaus möglich, aber nur sehr selten kehren Wesen tatsächlich zurück. Anschließend können sie über das Sublime aber nur vage Eindrücke berichten.
Eine Ausnahme von der „Kein-Interesse-an-Weltlichem-Regel“ bilden die Erhabenen der Chelgrianer (Blicke windwärts). Da nur ein Teil der Zivilisation sublimierte, kreieren sie für die Zurückgebliebenen einen Himmel, wie er in der Religion der Chelgrianer beschrieben wird.

## Der Krieg gegen die Idiraner
Der Idiranische Krieg dauerte von 1327 bis 1375 n. Chr. (48 Jahre) an. Im Anhang von Bedenke Phlebas zitiert Banks einige Auszüge aus Kurze Geschichte des Idiranischen Krieges, die ein gewisser Parharengyisa Listach Ja'andeesih Petrain dam Kotosklo, um 2110 n. Chr., also 735 Jahre nach dem Kriegsende, verfasst hat. Der Idiranische Krieg kann als Religionskrieg betrachtet werden: die aggressiven insektoiden Idiraner befanden sich schon vorher in einem Djihad gegen andere, für sie minderwertige Spezies, um diese in ihr religiöses Imperium einzugliedern oder zu vernichten. Als die Idiraner schließlich in das Einflussgebiet der Kultur vordrangen, begann der Krieg, da die Kultur nicht gewillt war, der Einstellung der Idiraner nachzugeben.
Anfangs wich die Kultur lediglich vor den Aggressoren zurück, während gleichzeitig massiv Kriegsschiffe und Waffen produziert wurden. Am Ende gewann die Kultur den Krieg, weil ihr mobiles Lebenskonzept den galaktischen Maßstäben angemessener erscheint als das auf territorialen Besitz und Herrschaft ausgerichtete Hegemonialdenken der Idiraner. Während die Idiraner jeden Parsec eroberten Raumes mit Ressourcen absichern mussten, war die Kultur in der Lage, ihr militärisches Potential zu verstärken. Nach der Kapitulation Idirs war die Kultur die stärkste Macht in der Galaxis. Zwar folgte eine sofortige, umfassende Abrüstung, der Respekt und ein gewisses Unbehagen anderer großer Zivilisationen der Kultur gegenüber blieben jedoch bestehen.
In den 48 Jahren zwischen Kriegsanfang und -ende bewies die Kultur, dass auch eine von Grund auf pazifistische Zivilisation durchaus zu Skrupellosigkeit, Hinterlist und Gnadenlosigkeit fähig ist. Die Opferzahlen auf beiden Seiten belaufen sich auf 851 Milliarden. Es war ein kurzer und kleiner Krieg, wie die galaktischen Kommentatoren anmerkten, aber nichtsdestotrotz der bedeutendste Konflikt der letzten 50.000 Jahre.

## Blickwinkel der Bücher
Die „Kultur“-Bücher beleuchten dieselbe Gesellschaft und dasselbe Universum von verschiedenen Blickpunkten aus: In Bedenke Phlebas und Blicke windwärts aus der Sicht von Feinden der „Kultur“, in Das Spiel Azad aus der eines „Kultur“-Menschen und in Einsatz der Waffen aus der eines von „Kontakt“ eingestellten Söldners. In Exzession werden die Gehirne näher beschrieben, in Inversionen wird die Geschichte von einem Mitglied einer von Kontakt manipulierten rückständigen Gesellschaft erzählt, während in Sphären die Kultur-Intelligenzen mehrerer verschiedener Ebenen direkt mit Vertretern zurückgebliebener Völker zusammenprallen. Diese wechselnden Blickpunkte führen von Buch zu Buch zu einem komplexeren und facettenreicheren Bild, das vor allem dadurch interessant wird, dass die dunklen Flecken in der Geschichte und Verhaltensweisen der moralisch hochwertigen – und tatsächlich als Utopie gedachten – Kultur zum Vorschein kommen.

## Bezüge
Sowohl Bedenke Phlebas (Consider Phlebas) als auch Blicke windwärts (Look to windward) sind nach dem gleichen Zitat aus T. S. Eliots Das wüste Land benannt:
Gentile or Jew

O you who turn the wheel and look to windward,

Consider Phlebas, who was once handsome and tall as you.

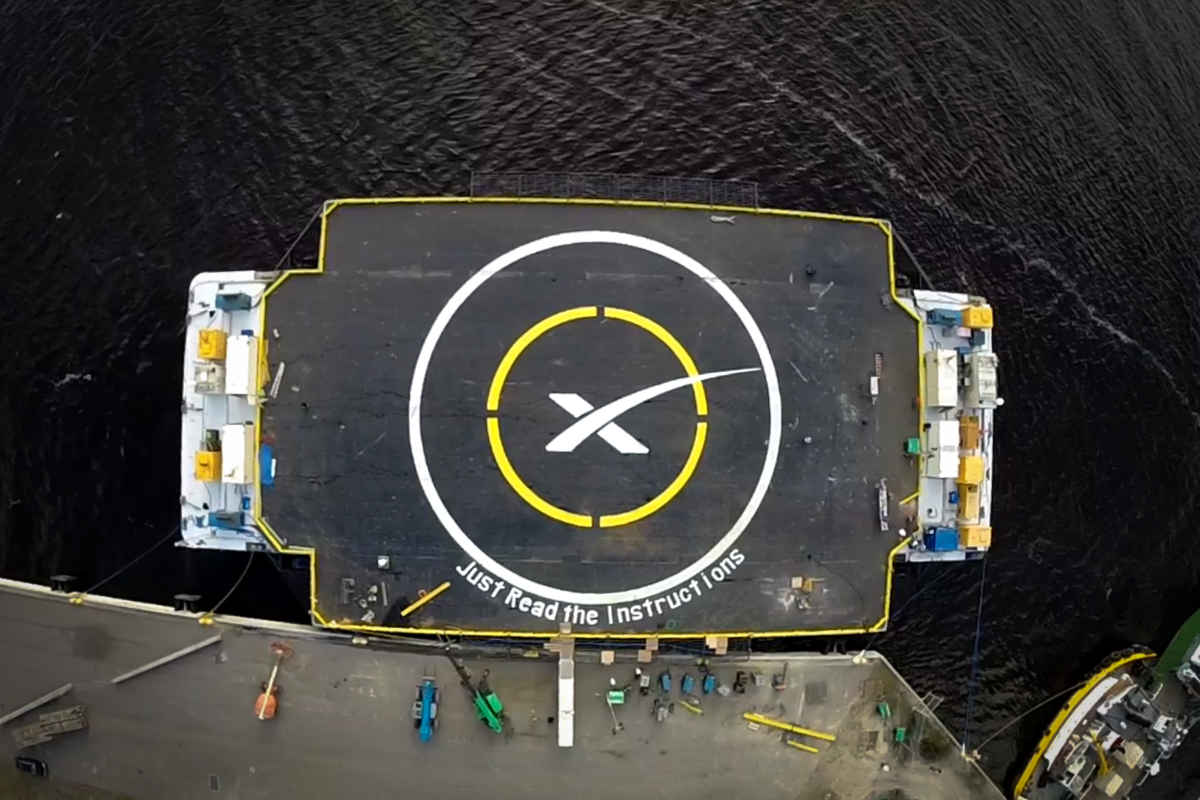
Luftaufnahme des ersten Autonomous spaceport drone ship, nachdem es zu Ehren von Iain Banks den neuen Namen Just Read the Instructions erhielt, der bereits auf dem Deck aufgemalt ist

Am 23. Januar 2015 taufte Elon Musk, CEO der Raumfahrtfirma SpaceX, zu Ehren von Iain Banks zwei schwimmende Landeplattformen für Raketen, seine Autonomous spaceport drone ships Just Read the Instructions und Of Course I Still Love You. Das sind Raumschiffnamen, die Banks in seinem Werk Das Spiel Azad verwendete. Just Read the Instructions ist im Atlantik stationiert und soll die Landung von Raketen vom Weltraumbahnhof Cape Canaveral ermöglichen. Of Course I Still Love You soll im Pazifik stationiert werden. Näheres siehe Hauptartikel Autonomous spaceport drone ship.

## Ausgaben
Folgende Bücher gehören zum Kultur-Zyklus (deutsch alle im Heyne Verlag erschienen):
- Consider Phlebas (1987)
  - Deutsch: Bedenke Phlebas. Übersetzt von Rosemarie Hundertmarck. Heyne SF&F #4609, 1989, ISBN 3-453-03479-1.
- The Player of Games (1988)
  - Deutsch: Das Spiel Azad. Übersetzt von Rosemarie Hundertmarck. Heyne SF&F #4693, 1990, ISBN 3-453-04275-1.
- Use of Weapons (1990)
  - Deutsch: Einsatz der Waffen. Heyne SF&F #4903, 1992, ISBN 3-453-05826-7.
- The State of the Art (Erzählungen, 1991)
  - Deutsch: Ein Geschenk der Kultur. Übersetzt von Irene Bonhorst. Heyne SF&F #4904, 1992, ISBN 3-453-05827-5.
- Excession (1996)
  - Deutsch: Die Spur der toten Sonne. Übersetzt von Irene Bonhorst. Heyne, 1997, ISBN 3-453-12909-1. Auch als: Exzession. Heyne SF&F #6392, 2002, ISBN 3-453-19679-1.
- Inversions (1998)
  - Deutsch: Inversionen. Übersetzt von Irene Bonhorst. Heyne SF&F #6346, 2000, ISBN 3-453-16198-X.
- Look to Windward (2000)
  - Deutsch: Blicke windwärts. Übersetzt von Irene Bonhorst. Heyne SF&F #6443, 2003, ISBN 3-453-87066-2.
- Matter (2008)
  - Deutsch: Sphären. Übersetzt von Andreas Brandhorst. Heyne SF & F #52500, 2008, ISBN 978-3-453-52500-9.
- Surface Detail (2010)
  - Deutsch: Krieg der Seelen. Übersetzt von Andreas Brandhorst. Heyne, 2012, ISBN 978-3-453-52871-0.
- The Hydrogen Sonata (2012)
  - Deutsch: Die Wasserstoffsonate. Heyne, 2014, ISBN 978-3-453-31546-4.